# Gerdauské údolí
Gerdauské údolí (německy Gerdautal) je údolí v Dolním Sasku v Německu. Rozprostírá se kolem vřesovištní řeky Gerdau.
Gerdauské údolí náleží obcím Gerdau a Eimke. Na Gerdauské údolí navazuje bezprostředně sousedící Hardauské údolí.